# Gadulka

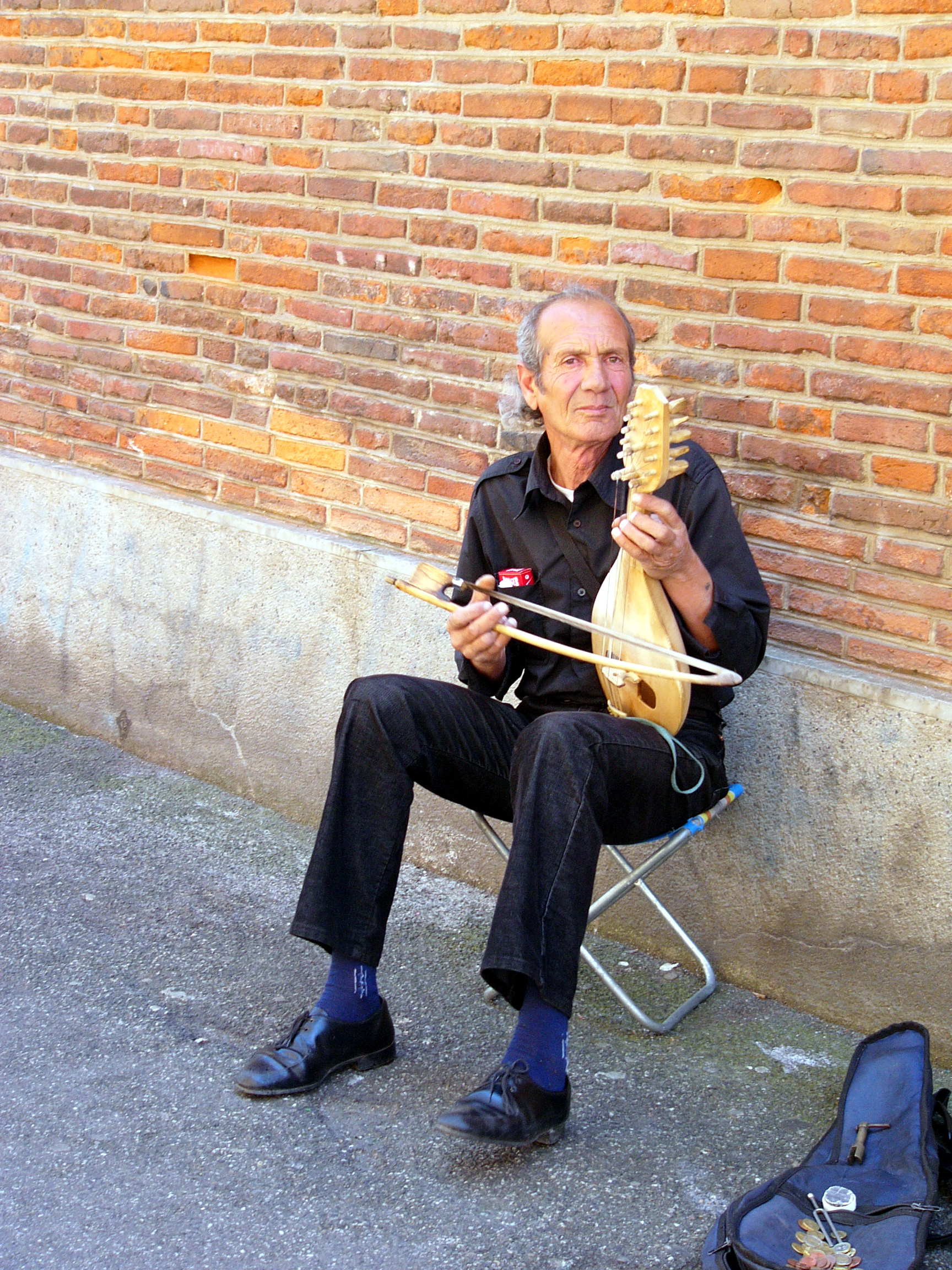
musicista di Toulouse

La gadulka o g'dulka (bulgaro: Гъдулка) è un tradizionale strumento a corde bulgaro, imparentato con la lira calabrese.
Il suo nome in origine significava: "fare rumore, brusìo".
La gadulka è una parte integrante dell'ensemble strumentale tradizionale bulgaro, comunemente suonato nel contesto della musica da ballo.
La gadulka comunemente ha 3 (occasionalmente 4) corde con fino a 10 corde simpatiche.
Esiste anche una variante nella Dobrugia senza alcuna corda simpatica.
Solo le corde melodiche sono usate dai suonatori.
Lo strumento si tiene verticalmente con l'arco tenuto perpendicolare in una presa sotto mano.